# Sítio Praça da Vila de Abrantes
O Sítio Praça da Vila de Abrantes é um sítio arqueológico localizado no distrito de Abrantes, no município de Camaçari, estado da Bahia. Remonta ao século XVI e nela encontra-se a Igreja Matriz do Divino Espírito Santo.

## História
O distrito de Abrantes remonta ao século XVI, quando foi estabelecida a antiga aldeia do Espírito Santo de Ipitanga em 1558. Esta aldeia, fundada pelos jesuítas com o objetivo de catequizar os índios, foi uma das quatro primeiras povoações jesuíticas. Durante a Invasão Holandesa (1624), a aldeia foi utilizada como asilo ao bispo D. Marcos Teixeira e ao clero da Diocese de São Salvador da Bahia.
A Igreja Divino Espírito Santo foi provavelmente fundada assim que os jesuítas fundaram a aldeia, pois era costume eles erguerem suas igrejas assim que formavam um vilarejo. Porém a edificação atual pode ser do século XVII, pois a aldeia foi reformulada em 1689 e em gravura de 1792 aparece a igreja atual. A gravura foi feita por Domingos Alves Branco Moniz Barreto, à época escriturário da contadoria geral da Junta da Real Fazenda da Capitania da Bahia. Pela gravura também se observa uma residência em anexo, que era onde os jesuítas moravam e que foi demolida em 1940.

## Sítio Arqueológico
O Sítio Arqueológico da Praça de Vila Abrantes é composto pelo adro (pátio em torno da igreja, usado antigamente como cemitério) e a igreja Matriz do Espírito Santo. Engloba uma área de 24.200 metros quadrados, 220 metros de comprimento e 110 metros de largura.
Entre as peças encontradas estão fragmentos de louça de Macau, faiança portuguesa e faiança fina inglesa, grés, além de pedaços de cachimbo cerâmico, moedas, restos de ossos alimentares e estruturas funerárias. Também foram encontrados no local pratos de Veneza, pratos e tigelas da Índia e de Macau, que eram utensílios utilizados pelos jesuítas e inclusive constavam no inventário da Companhia de Jesus datado de 1758.
Além das peças, também conserva no adro da igreja um cemitério que por cerca de duzentos anos foi predominantemente indígena (de 1559 a 1758), com o sepultamento de diversas etnias indígenas, como os tupinambás e guaianás, que eram predominantes no Aldeamento do Espírito Santo. É uma referência da primeira fase do período colonial, que além dos enterros indígenas, também foi o local de sepultamento dos primeiros padres missionários da Companhia de Jesus, como Fernão Cardim, que faleceu em 1625 durante as lutas para a expulsão dos holandeses da Bahia. Os sepultamentos ocorreram dentro e em torno da Igreja Matriz do Espírito Santo até 1883, quando o cemitério da Vila de Abrantes foi inaugurado.
Entre 1968 e 1976, durante obras para reformar a igreja de Vila de Abrantes, foram encontradas mais ossadas humanas no interior da igreja e elas foram colocadas diante do altar.